# Enkronassedeln

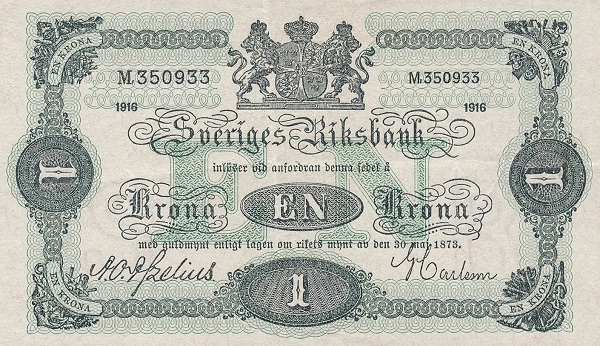
Enkronassedeln från 1916

Enkronassedeln var 1 kr-sedlar som gavs ut åren 1874, 1875 och 1914 – 1921. Det var brist på silver som gjorde att man gav ut en sedel på 1 kr. 
Sedlarna från 1874-75 kallades i folkmun för pappersetta och de från 1914-21 för kotia (ko-tia) (som möjligen kan ha kommit från att sedeln förväxlades med 10 kr-sedlar vid kreatursmarknader). I Stockholmsområdet kallades de även Hagalundstia. Tiokronorssedeln är dock betydligt större (135 x 150 mm), men tryckt i samma färger. Det ursprungliga namnet kan ha varit "kofemma", eftersom femkronorssedeln hade samma dimensioner.
Trycktes på vitt handgjort finpapper och hade grön ram med svart tryck på framsidan och svart spegelvänt tryck på baksidan. De som trycktes på 1800-talet var 75 x 135 mm och de på 1900-talet 70 x 120 mm. Överst i mitten det svenska riksvapnet och i hörnen de fyra ståndens symboler:
- Adeln övre vänster: Krönt sköld med riddarhjälm, lansar med fanor
- Prästerna övre högra: Änglahuvud som kröner orgel, biskopsnyckel korslagd med biskopskräkla.
- Borgare nedre vänster: Ankare, borste, m.m.
- Bönder nedre högra: Kratta, spade, lie, grep, skära och slagpinne över halmkärve.

Enkronassedeln var giltigt betalningsmedel fram till och med 31 december 1987.